# 暗黒街の復讐
『暗黒街の復讐』（あんこくがいのふくしゅう、I Walk Alone）は1947年のアメリカ合衆国のサスペンス映画。バイロン・ハスキン監督の作品で、出演はバート・ランカスターやカーク・ダグラスなど。
2018年2月にカストロ・シアターで開催された『ノワール・シティ・フェスティバル』でリバイバル上映され、同年7月24日に初めてソフト化された。日本では劇場未公開だがテレビ放映は行われた。

## キャスト
※括弧内は日本語吹替（初回放送1969年9月24日 東京12ch『名画劇場』21:30-22:56）
- フランキー・マディソン：バート・ランカスター（納谷悟朗）
- ノル・ターナー：カーク・ダグラス（山田康雄）
- ケイ・ローレンス：リザベス・スコット（北浜晴子）
- デーブ：ウェンデル・コーリー（家弓家正）
- アレクシス・リチャードソン：クリスティン・ミラー（牧野和子）

## スタッフ
- 監督：バイロン・ハスキン
- 脚本：ジョン・ブライト、チャールズ・シュニー、ロバート・スミス
- 原作：セオドア・リーヴス
- 製作：ハル・B・ウォリス
- 撮影：レオ・トーヴァー
- 音楽：ヴィクター・ヤング